# Plebicula caerulescens
Plebicula caerulescens är en fjärilsart som beskrevs av Vorbrodt 1921. Plebicula caerulescens ingår i släktet Plebicula och familjen juvelvingar. Inga underarter finns listade i Catalogue of Life.